# Gulnäbbad honungsfågel
Gulnäbbad honungsfågel (Gymnomyza viridis) är en fågel i familjen honungsfåglar inom ordningen tättingar.

## Utbredning och systematik
Gulnäbbad honungsfågel förekommer förekommer i Fiji på öarna Taveuni och Vanua Levu. Tidigare betraktades den och duetthonungsfågel (G. brunneirostris) som samma art. 

## Status
Trots det begränsade utbredningsområdet och att den tros minska i antal anses beståndet vara livskraftigt av internationella naturvårdsunionen IUCN.